# Somali-Manguste
Die Somali-Manguste (Herpestes ochraceus, Syn.: Galerella ochracea) ist eine Raubtierart aus der Familie der Mangusten (Herpestidae). Man findet sie am Horn von Afrika.

## Merkmale
Die Art ähnelt der Schlankmanguste, als deren Unterart sie früher betrachtet wurde. Wie bei dieser handelt es sich um einen relativ schlanken und kleinen Vertreter der Mangusten. Die Schwanzlänge, die bei Männchen etwa 25–29 cm beträgt, erreicht gut 85–90 % der Kopf-Rumpf-Länge. Das Gewicht entspricht in etwa dem der Schlankmanguste. Die Färbung ist recht variabel und reicht von dunkelbraun bis blassgrau. Im Unterschied zur Schlankmanguste ist die Schwanzspitze nicht schwarz. Der Kopf ist im Vergleich zur Schlankmanguste relativ kurz und breit.
Zahnformel:
{\displaystyle {I3\cdot C1\cdot P4\cdot M2 \over I3\cdot C1\cdot P3\cdot M2}}

## Verbreitung und Lebensraum

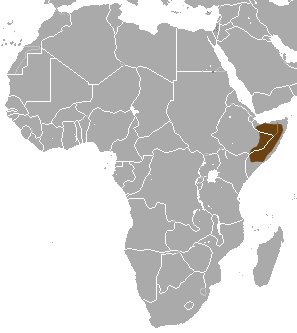
Verbreitungsgebiet der Somali-Manguste

Die Somali-Manguste ist auf das Horn von Afrika beschränkt, wo sie Trockengebiete in Somalia und Äthiopien und in der nordöstlichsten Ecke Kenias bewohnt.

## Lebensweise
Die Art ist bisher wenig erforscht. In den Lebensgewohnheiten dürfte die Somali-Manguste weitgehend der Schlankmanguste entsprechen. Man geht davon aus, dass sie vor allem tagaktiv ist.

## Gefährdungssituation
Die IUCN stuft die Somali-Manguste in der Roten Liste gefährdeter Arten als nicht gefährdet („Least Concern“) ein. Sie ist weit über das Horn von Afrika verbreitet und dürfte stellenweise recht häufig sein. Ernsthafte Gefahren für das Fortbestehen der Art sind nicht bekannt.